# Diogo Ferreira (Handballspieler)
Diogo Miguel Castro Sampaio Ferreira (* 17. Juni 2001) ist ein portugiesischer Hallen- und Beachhandballspieler auf der Linksaußen-Position. Im Beachhandball ist er portugiesischer A-Nationalspieler.
Ferreiras Brüder Rui Ferreira und Gonçalo Ferreira sind ebenfalls portugiesische Erstligaspieler und vormalige Junioren-Nationalspieler.

## Hallenhandball
Ferreira begann seine Vereinskarriere als Nachwuchsspieler beim FC Porto. 2011 wechselte er zu Colégio dos Carvalhos, wo er seine grundlegende Ausbildung erhielt. Seit 2018 spielt beim portugiesischen Erstligisten FC Gaia. In seiner ersten Saison wurde er noch ausschließlich in den Nachwuchsmannschaften eingesetzt. Sein Debüt in der höchsten Spielklasse Andebol 1 gab er in der Saison 2019/20.
2019 bestritt Ferreira zwei Spiele bei einem Turnier in Lagoa für die portugiesische U-19-Nationalmannschaft.

## Beachhandball

### Verein
Im Beachhandball spielt Ferreira für das portugiesische Spitzenteam GRD Leça. Mit seiner Mannschaft nahm er am Beachhandball Champions-Cup 2019 teil und wurde 14., bei den EBT Finals 2021 13.

### Junioren-Nationalspieler
Bei den Junioreneuropameisterschaften 2017 (U-17) bestritt Ferreira am Jarun-See bei Zagreb sein erstes Team für eine portugiesische Auswahl. Nach vier Siegen in der Vorrunde scheiterte er mit seiner Mannschaft im Viertelfinale an der Auswahl Russlands. Nachdem bei den beiden folgenden Platzierungsspielen zunächst gegen Kroatien verloren und danach gegen Polen gewonnen wurde, beendete Portugal das Turnier auf dem 7. Platz. Ferreira bestritt alle sieben Partien und erzielte 55 Punkte. Damit war er nach Salvador Salvador der zweitbeste Torschütze seiner Mannschaft. Ein Jahr später war Ferreira erneut für die Junioren-EM (U-18) in Ulcinj, Mazedonien nominiert. Nach zwei Siegen zum Auftakt – im zweiten Spiel gegen die Ukraine erzielte Ferreira 15 Punkte – verlor die Mannschaft das letzte Gruppenspiel gegen Ungarn. Im Viertelfinale schied Portugal wie im Vorjahr aus, dieses Mal gegen Spanien. Nach Niederlagen gegen Russland und Ungarn wurde Portugal am Ende Achter. Ferreira bestritt alle fünf Spiele und erzielte 35 Punkte.

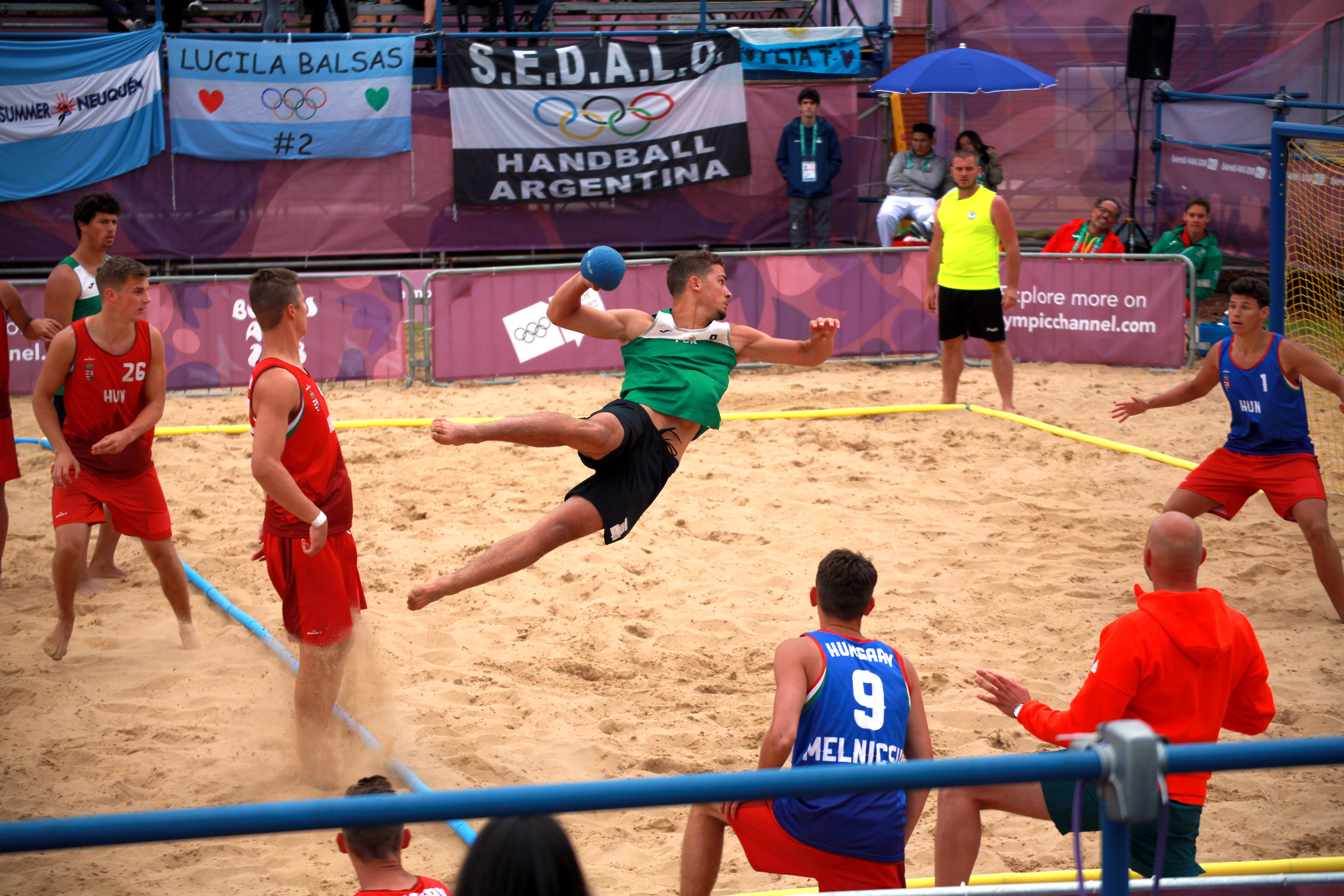
Ferreira beim Torwurf im Hauptrundenspiel gegen Ungarn bei den Olympischen Jugendspielen: im Tor Barnabás Marczika, links zuschauend Csaba Gubicza (#26), Kristóf Simon (#44), Salvador Salvador (grün), im Vordergrund Viktor Melnicsuk

Zu einem ersten Höhepunkt wurden die Olympischen Jugend-Sommerspiele 2018 in Buenos Aires. Ferreira startete mit Portugal mit einem überzeugenden Sieg über den größten Außenseiter Mauritius in das Turnier, hielt sich in diesem Spiel aber selbst noch zurück. In der zweiten Partie gegen die hoch eingeschätzten Kroaten verlor Portugal im Shootout, Ferreira erzielte mit 12 Punkten allerdings mit Abstand die meisten aller Portugiesen. Es folgte eine weitere Niederlage im Shootout gegen die mitfavorisierten Gastgeber aus Argentinien. Beim Sieg über Portugal war Ferreira die spielbestimmende Person. Mit elf Punkten war er erneut bester Werfer seiner Mannschaft, erhielt aber auch eine Zeitstrafe. Zudem gab er drei Vorlagen, verursachte einen Strafstoß, wurde zu einem Strafstoß gefoult und blockte einen gegnerischen Torwurf. Im letzten Vorrundenspiel gegen Paraguay agierte Ferreira nicht mehr so auffällig. Als Tabellendritter der Vorrundengruppe zog Portugal sicher in die Hauptrunde ein.

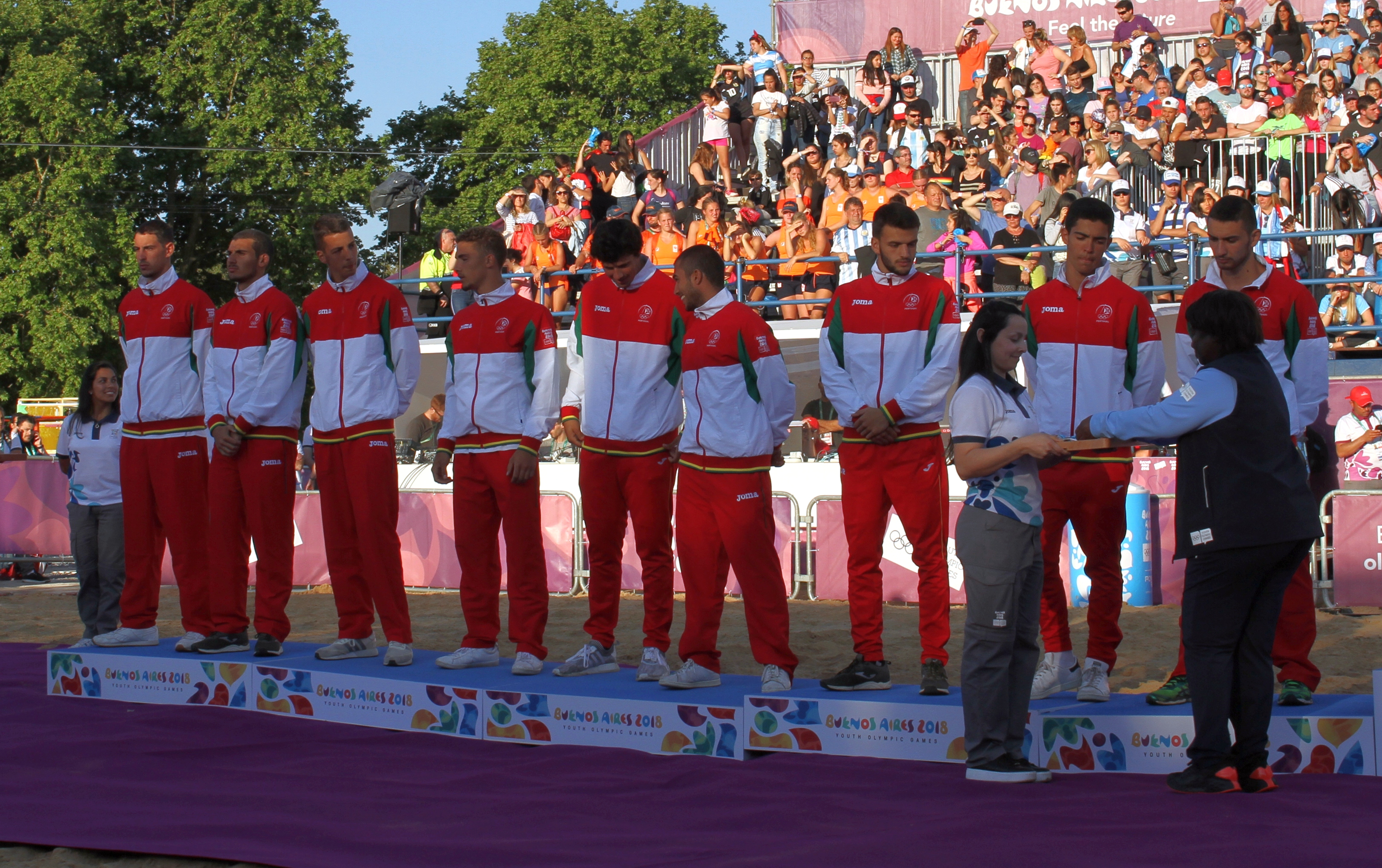
Siegerehrung bei den Olympischen Jugend-Sommerspielen durch IOC-Mitglied Beatrice Allen

In der Hauptrunde wurde im ersten Spiel Ungarn geschlagen, mit acht Punkten war er nach Salvador Salvador zweitbester Torschütze seines Teams. Auch beim Sieg über Thailand war er mit 12 Punkten hinter Miguel Neves zweit-treffsicherster Werfer Portugals. Zudem gab er vier Torvorlagen und wurde zu drei Strafwürfen gefoult. Im letzten Gruppenspiel gab es eine sehr knappe Niederlage im Shootout gegen die Spanier, Ferreira war in diesem Spiel vor allem als Vorbereiter mit drei Torvorlagen auffällig. Als Dritter der Gruppenphase zog Portugal gegen den Zweitplatzierten, die Argentinier, in das Halbfinale ein und konnte die Gastgeber in einem sehr engen Match im Shootout besiegen. Mit 12 erzielten Punkten war Ferreira hinter André Sousa und Miguel Neves trotz den recht hohen Wertes zwar nur der drittbeste Werfer, doch gab er die Vorlagen zu sechs Toren seiner Mannschaft. Im Finale traf Portugal erneut auf Spanien und musste sich erneut im Shootout geschlagen geben. Ferreira war mit acht Punkten erneut hinter Sousa und Neves drittbester Werfer. Mit 82 Punkten war er im Turnierverlauf neben Salvador Salvador der drittbeste Torschütze der Portugiesen, mit 17 Torvorlagen ebenfalls drittbester Vorbereiter.

### Nationalmannschaft

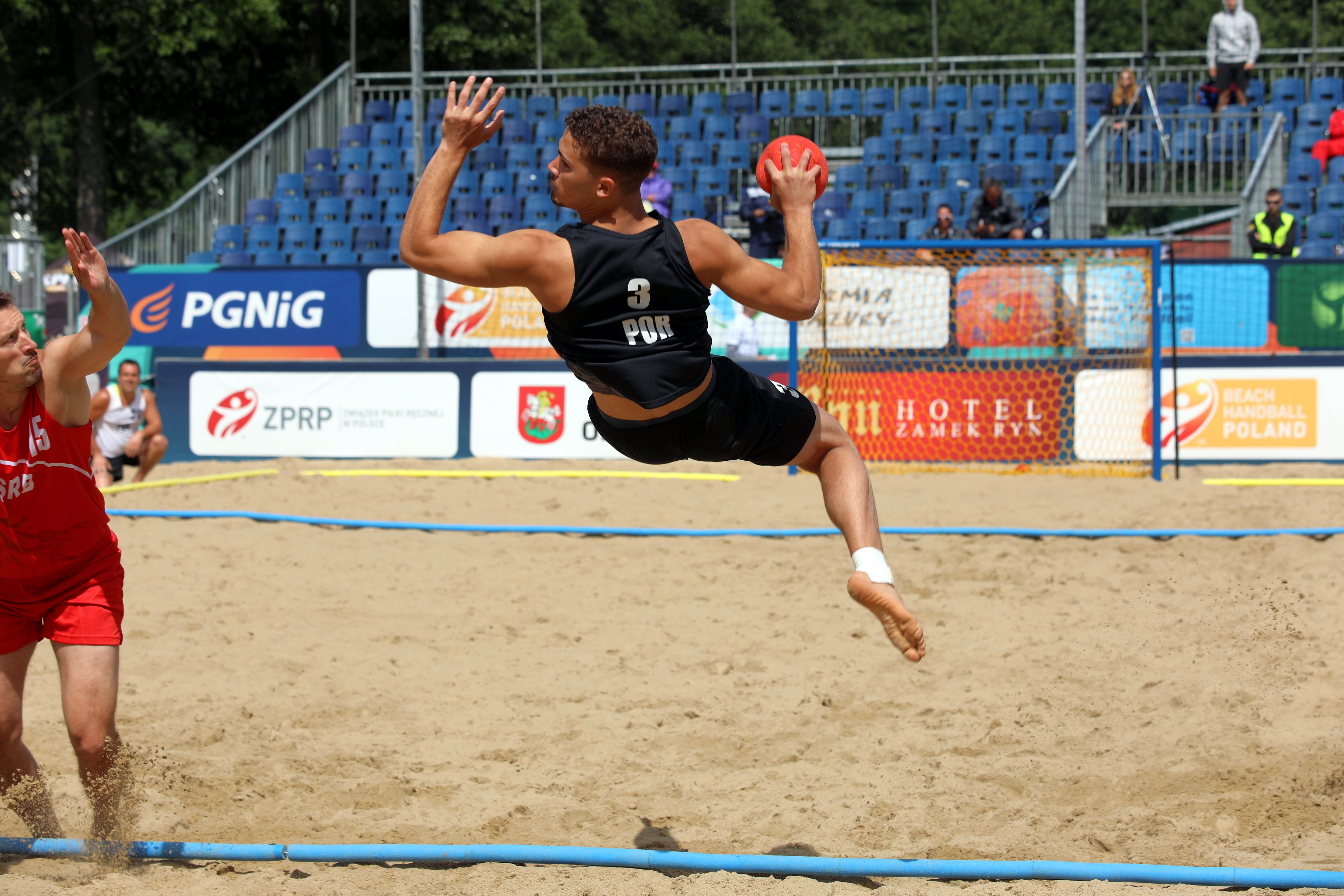
Ferreira beim Torwurf im Vorrundenspiel gegen Serbien; links Branko Radaković

2019 wurde Ferreira erstmals für die Europameisterschaften in Stare Jabłonki für ein Turnier in die A-Nationalmannschaft Portugals berufen. In der Vorrunde gab es in vier Spielen nur einen Sieg gegen Slowenien. Damit verpasste Portugal als vorletzte Mannschaft der Gruppe die Hauptrunde und zog in die Trostrunde ein. Auch hier wurde nur eines der drei Spiele, das Letzte gegen Nordmazedonien gewonnen. Nachdem in den Platzierungsspielen Montenegro und erneut Slowenien besiegt werden konnte, schloss Portugal das Turnier auf dem 17. von 20 Plätzen ab. Mit 85 Punkten in neun Spielen war Ferreira der beste Torschütze des Turniers für Portugal, zudem war er in fünf der Spiele der beste Werfer seiner Mannschaft.

## Einzelbelege
1. ↑  Rui Ferreira :: Rui Miguel Castro Sampaio Ferreira :: Artística de Avanca. Abgerufen am 17. Juni 2021 (spanisch).
2. ↑  Gonçalo Ferreira :: Gonçalo Miguel Castro Sampaio Ferreira :: Boavista. Abgerufen am 17. Juni 2021 (spanisch).
3. ↑  Diogo Ferreira :: Diogo Miguel Castro Sampaio Ferreira :: FC Gaia. Abgerufen am 17. Juni 2021 (englisch).
4. ↑  Diogo Ferreira :: Diogo Miguel Castro Sampaio Ferreira :: FC Gaia. Abgerufen am 17. Juni 2021 (englisch).
5. ↑  European Handball Federation - 2019 Men's Beach Handball Champions Cup / Final Tournament. Abgerufen am 17. Juni 2021 (englisch).
6. ↑  European Beach Tour Finals. Abgerufen am 17. Juni 2021 (englisch).
7. ↑  European Handball Federation - 2017 Men's Ech Beach Handball 17 / Final Tournament. Abgerufen am 17. Juni 2021 (englisch).
8. ↑  European Handball Federation - 2018 Men's ECh Beach Handball 18 / Final Tournament. Abgerufen am 17. Juni 2021 (englisch).
9. ↑  2018 Summer Youth Olympics Official Result Book Beach handball
10. ↑  European Handball Federation - 2019 Men's ECh Beach Handball / Final Tournament. Abgerufen am 17. Juni 2021 (englisch).

| Personendaten    | Personendaten                                             |
| ---------------- | --------------------------------------------------------- |
| NAME             | Ferreira, Diogo                                           |
| ALTERNATIVNAMEN  | Diogo Miguel Castro Sampaio Ferreira (vollständiger Name) |
| KURZBESCHREIBUNG | portugiesischer Handball- und Beachhandballspieler        |
| GEBURTSDATUM     | 17. Juni 2001                                             |